# Hydrochloride
Een hydrochloride is een zout dat ontstaat na de neutralisatiereactie van waterstofchloride (of zoutzuur) en een organische base (meestal een amine). In feite moet zo'n hydrochloride dan opgevat worden als een ammoniumzout. Een hydrochloride wordt meestal genoteerd zoals een hydraat: R2NH · HCl {\displaystyle {\ce {R2NH . HCl}}}, terwijl de structuur in werkelijkheid neerkomt op  {\displaystyle {\ce {R2NH2+ Cl-}}}.

## Voorbeeld
Wanneer pyridine wordt behandeld met zoutzuur, dan ontstaat hierbij pyridine hydrochloride:
{\displaystyle {\ce {C5H5N + HCl -> C5H5N . HCl}}}
De benaming pyridinehydrochloride is volgens nomenclatuurregels niet correct, omdat de positieve lading van het stikstofatoom via het suffix -(o)nium niet vermeld wordt in de naam. De benaming pyridiniumchloride is wel correct.

## Toepassingen
De belangrijkste toepassing van hydrochloride betreft het oplosbaar maken van amines in water en zuren. Door aanwezigheid van formele ladingen kan het amine als ammoniumverbinding in water oplossen. Deze methode wordt hoofdzakelijk toegepast bij geneesmiddelen: de hydrochloriden lossen veel beter op dan de overeenkomstige amines, waardoor een snellere en efficiëntere opname in het lichaam mogelijk is.